# Snecma Atar
El Snecma Atar es un motor turborreactor de flujo axial fabricado por el constructor francés Snecma. Se deriva del diseño alemán de la Segunda Guerra Mundial BMW 003, desarrollándolo enormemente a través de una progresión de modelos cada vez más potentes. El Atar se montó en muchos modelos franceses a reacción tras la guerra, entre los que se incluyen el Sud Aviation Vautour y los modelos de Dassault Étendard IV, Super Étendard, Super Mystère y varios modelos Mirage.

## Aplicaciones
- Dassault Étendard IV
- Dassault Mirage F1
- Dassault Mirage III
- Dassault Mirage IV
- Dassault Mirage 5
- IAI Nesher
- Dassault Mirage 50
- Atlas Cheetah
- Dassault Super Étendard
- Dassault Super Mystère
- SNCASE SE-212 Durandal
- Sud-Est Baroudeur

### Motores similares
- Rolls-Royce Avon
- Tumansky R-13
- Tumansky R-25